# Марі де Севіньє
Марі де Севіньє (Рабютьєн Шанталь) (фр. Marie de Rabutin-Chantal; 5 лютого 1626, Париж — 17 квітня 1696, Гриньян) — французька письменниця; у 1726 році почалось публікування її листів до дочки, котрі вона писала протягом двадцяти років — дотепна і об'єктивна хроніка подій у Парижі і Версалі того часу.

## Біографія

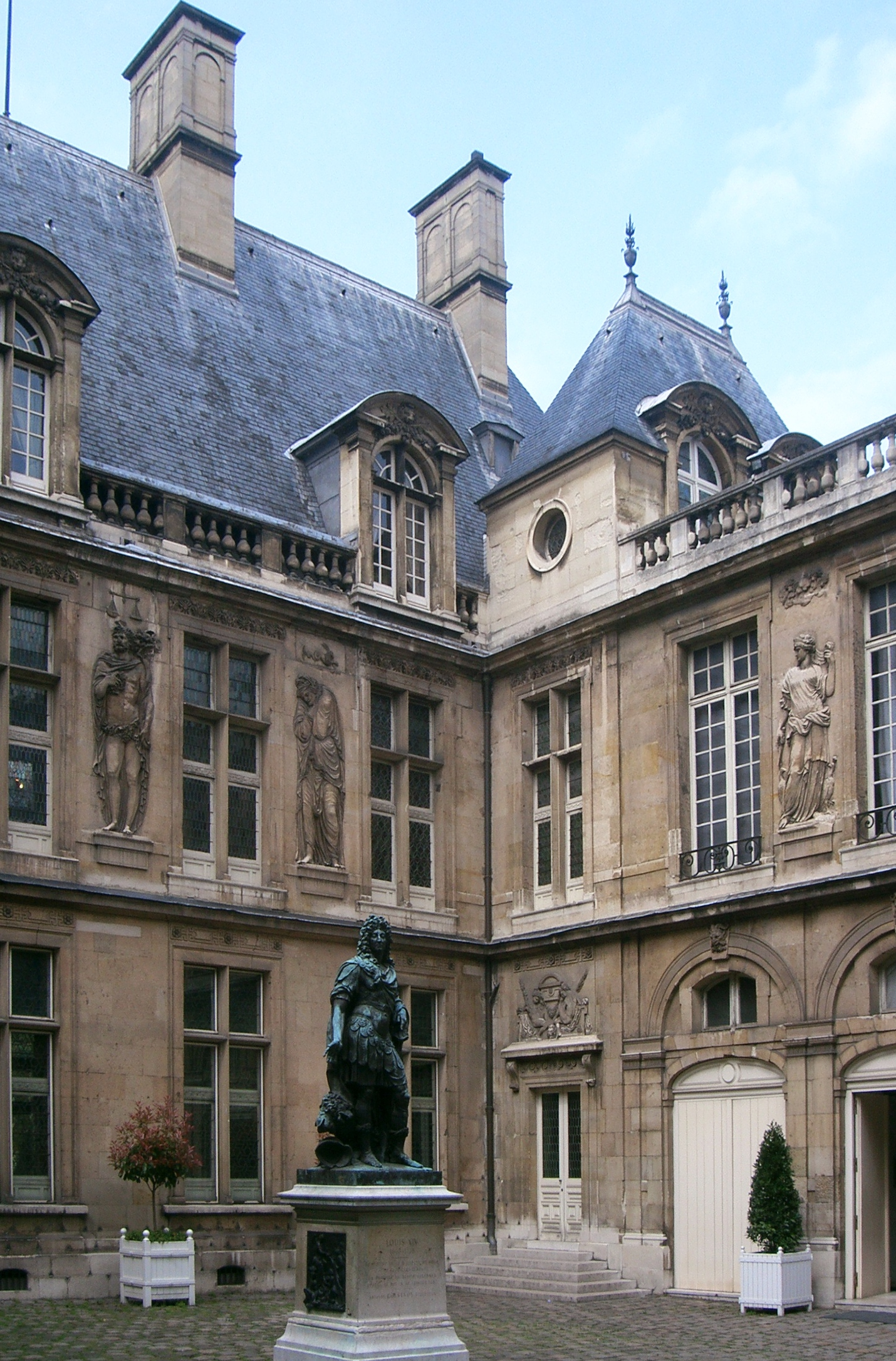
Отель де Карнавале

Батько мадам де Севіньє, Сельс-Бенінь де Рабютен-Шанталь, загинув у бою в 1627 році.
Виховувалася дідом, а потім його братом. Завдяки своїм вчителям — Ж. Шапленові та Жилю Менажу — чудово володіла італійською, меншою мірою — латинською та іспанською. В 1644 році вступила в шлюб з маркізом Анрі де Севіньї (1623—1651). Після загибелі чоловіка (у результаті дуелі) присвятила себе вихованню дітей. Жила переважно в Парижі, спілкувалася з мадам де Лафаєтт, Ларошфуко, кардиналом де Рецем, мадемуазель де Монпансьє. З 1677 року жила в паризькому Отель Карнавале. Взимку 1695—1696 років перебувала в замку своєї дочки мадам де Гріньян; тут і померла. Похована у храмі Гріньяна. Під час Великої французької революції могила була розкрита, останки знищені.

## «Листи»

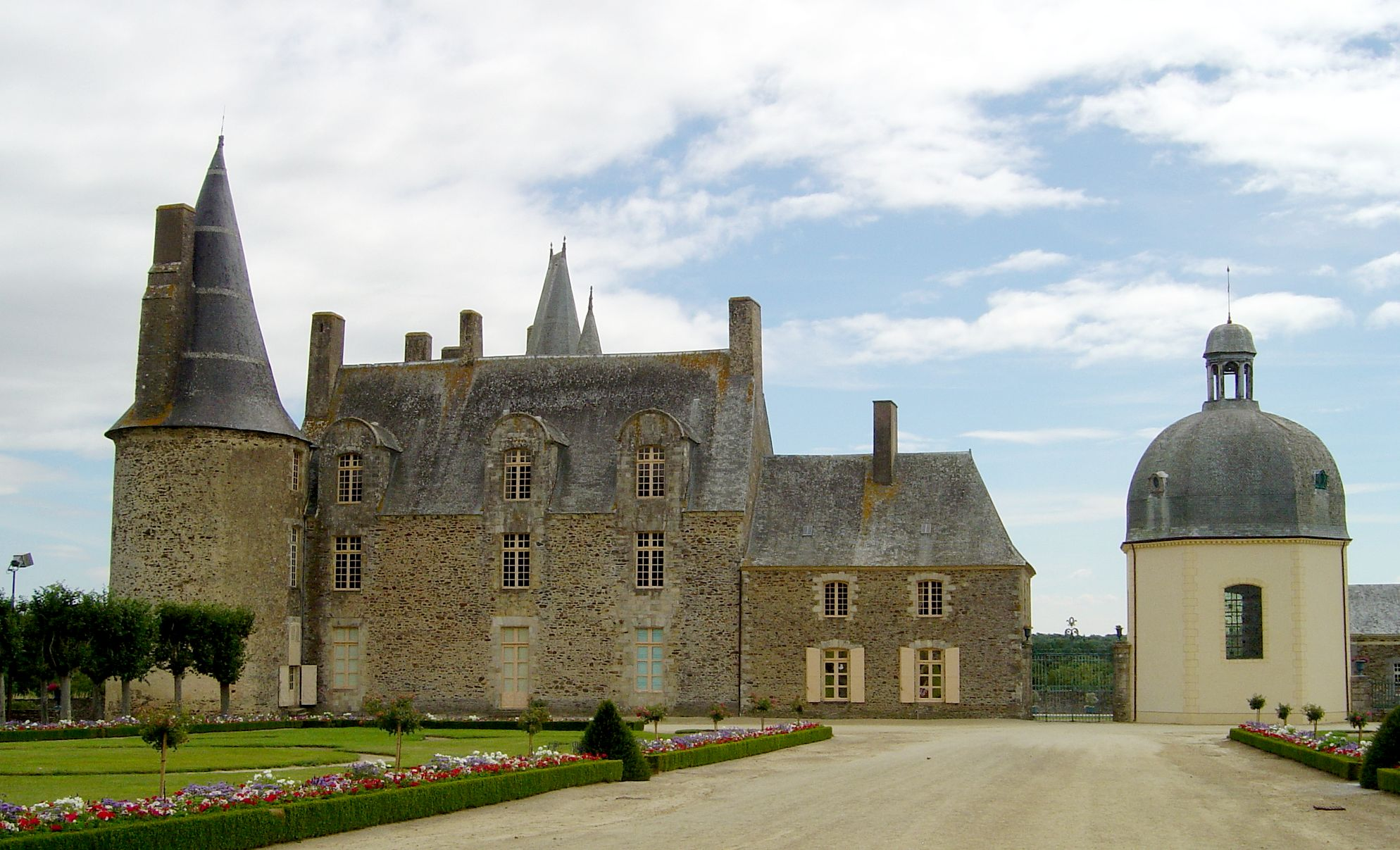
Замок Роше в Бретані. Мадам де Севіньє поїхала сюди у весільну подорож і згодом нерідко жила у родинному замку

Мадам де Севіньє дуже болісно переносила розлуку з донькою, яка після одруження переїхала до Провансу), і протягом майже тридцяти років вела з нею листування (три-чотири листи на тиждень). Крім того, серед її адресатів — Менаж, її родич Бюссі-Рабютен, її близький друг Арно де помпонами. Бюссі-Рабютен включив кілька її листів у власні мемуари (1696). Перше окреме видання листів вийшло в 1726. В 1754 р. вийшла велика добірка з 772 листів. На сьогоднішній день відомо 1120 листів мадам де Севіньє, авторство частини з яких сумнівне (оригінали збереглися лише в незначній мірі). У листах проявилася висока начитаність авторки — мадам де Севіньє знала твори Рабле та Монтеня, Мадлен де Скюдері і Ла Кальпренеда, п'єси Корнеля і Расіна, історичні твори Тацита, книги італійських письменників (Аріосто та Тассо) та твори французьких богословів.
Листи різноманітні за змістом і інтонацією: іноді вони нагадують світську і, ширше, газетну хроніку; з них можна дізнатися про процес Ніколя Фуке, про смерть Франсуа Вателя, про одруження герцога Лозена. Стиль листів часом пов'язаний з преціозністю та галантною традицією, але відображає також вплив картезіанства та янсенізму. Глибокий психологізм листів мадам де Севіньї співзвучний головному твору її подруги мадам де Лафаєтт — «Принцеса Клевська».

### Листи мадам де Севіньє і Марсель Пруст
В романі Марселя Пруста «У пошуках утраченого часу» листи мадам де Севіньє відіграють важливу роль. Це не лише улюблене чтиво бабусі й матері головного героя Марселя. Листи часто цитуються, створюючи додаткову ауру навколо родинних стосунків у романі й ідеалізуючи родинне спілкування в минулому.